# Inquisitor isabella
Inquisitor isabella é uma espécie de gastrópode do gênero Inquisitor, pertencente a família Pseudomelatomidae.